# Cyclopentadienylnatrium
Cyclopentadienylnatrium ist eine chemische Verbindung aus der Gruppe der Cyclopentadienyle und zählt zu den Natriumsalzen.

## Gewinnung und Darstellung
Cyclopentadienylnatrium kann durch Reaktion von Cyclopentadien mit Natrium oder Natriumhydrid gewonnen werden.
{\displaystyle \mathrm {2\ C_{5}H_{6}+2\ Na\longrightarrow 2\ NaC_{5}H_{5}+H_{2}} }
{\displaystyle \mathrm {C_{5}H_{6}+NaH\longrightarrow NaC_{5}H_{5}+H_{2}} }

## Eigenschaften
Cyclopentadienylnatrium ist ein weißer, sehr luft- und hydrolyseempfindlicher Feststoff, dessen Lösungen in Tetrahydrofuran bei Abwesenheit jeglicher Verunreinigungen, insbesondere Spuren von Sauerstoff und Wasser, farblos, ansonsten rosa oder rotviolett sind. Er reagiert mit Wasser zu Natriumhydroxid und Cyclopentadien.

## Verwendung
Cyclopentadienylnatrium wird als universell einsetzbares Reagens für die Synthese von Metallocenen und Cyclopentadienyl-Metall-Komplexen verwendet.